# Temple protestant de Baffignac
Le temple protestant de Baffignac est un temple protestant situé sur l'ancienne commune de Ferrières (aujourd'hui Fontrieu), dans le Tarn, en région Occitanie. La paroisse est membre de l'Église protestante unie de France.

## Description
Construit au XIXe siècle, le temple protestant de Baffignac est un temple ressemblant tant dans son architecture que dans la présence d'un enclos l'entourant à un temple presbytérien d'Écosse.
Un petit enclos renferme une calade menant jusqu'à l'entrée. L'intérieur est typique, avec une chaire accessible par un double-escalier, un abat-voix, différents tableaux, les tables de la Loi, ainsi que des spontanés. Les vitraux ont été confectionnés par l'atelier toulousain Saint-Blancat.
Le temple protestant de Baffignac est inscrit au titre des monuments historiques par arrêté du 31 juillet 2015, abrogeant l'arrêté du 3 juin 2015. Il appartenait à l'Église réformée de la Montagne du Tarn, et depuis la fusion en 2013, à l'église protestante unie de France.